# Vile Vicious Vision
Vile Vicious Vision jest czwartym studyjnym albumem polskiej grupy Acid Drinkers, wydanym 10 października 1993 roku przez Loud Out Records.
Utwór pt. „Hats Off (2 This Lady)” został zadedykowany Edycie Bartosiewicz.
W reedycji Vile Vicious Vision (wydanej przez Metal Mind Productions) dwunasta piosenka na okładce jest podpisana jako „Midnight Visitor”, jednak na płycie kompaktowej dwunastym utworem jest „You Freeze Me”, dopiero trzynastym jest „Midnight Visitor”. Utwór „You Freeze Me” został pominięty w spisie.

## Lista utworów
1. „Zero”
2. „(Voluntary) Kamikaze Club”
3. „Vile Vicious Vision”
4. „Pizza Driver”
5. „Under The Gun”
6. „Marian Is A Metal Guru”
7. „Murzyn Mariusz”
8. „Balbinattor Edzy”
9. „Then She Kissed Me”
10. „Hats Off (2 This Lady)”
11. „Polish Blood”
12. „You Freeze Me”
13. „Midnight Visitor”

## Twórcy
- Tomasz „Titus” Pukacki – śpiew, gitara basowa
- Robert „Litza” Friedrich – gitara, śpiew (5)
- Dariusz „Popcorn” Popowicz – gitara, śpiew (9, 11)
- Maciej „Ślimak” Starosta – perkusja, śpiew (13)